# Leanne Welham
Leanne Welham ist eine englische Drehbuchautorin, Dokumentarfilmerin und Filmregisseurin.

## Leben
Nach ihrem Studium am Royal Holloway in London arbeitete sie zunächst als Editorin für eine Firma, die Homevideos produziert sowie zeitweise als Regisseurin für Produktionen von Channel 4. In den frühen 2000er Jahren produzierte sie als Freelancer Dokumentarfilme im Auftrag von in Afrika aktiven Hilfsorganisationen. In dieser Zeit kam sie in Kontakt zu Sophie Harman von der Queen Mary University of London, die an einer Dokumentation über Frauen arbeitete, die südlich der Sahel-Zone leben und an HIV erkrankt sind. Statt einen Dokumentarfilm zu drehen, entschlossen sich Haman und Welham für einen Spielfilm, Pili, den sie mit einem knappen Budget von 75.000 £ und nur mit Laienspielern in Tansania drehten. Hamann und Welham erhielten 2019 für Pili eine BAFTA-Nominierung, und der Film erhielt weitere Filmpreise bzw. Nominierungen. Nach Pili führte Welham Regie in einer Folge der Serie Der junge Inspektor Morse (2019) und in zwei Folgen der BBC-Serie Die skandalösen Affären der Christine Keeler (2020).